# Brachys taciturnus
Brachys taciturnus es una especie de escarabajo barrenador metálico del género Brachys, categorizada en la tribu Trachyini, de la subfamilia Agrilinae.

## Taxonomía
Fue descrita científicamente por Kerremans en 1900.
Tratamiento taxonómico
La especie aparece registrada y publicada en Buprestides nouveaux et remarques synonymiques. Annales de la Société entomologique de Belgique 44:282- 351. (1900).